# Осока лесолюбивая
Осо́ка лесолюби́вая (лат. Carex drymophila) — травянистое растение, вид рода Осока (Carex) семейства Осоковые (Cyperaceae).

## Ботаническое описание
Зелёные растения с длинными ползучими шнуровидными корневищами.
Стебли тонкие, некрепкие, наверху нередко шероховатые, 30—70 см высотой, у основания одетые кирпично-красными, волокнисто-расщепляющимися влагалищами.
Листья 3—5 мм шириной, быстро заострённые, короче стебля, влагалища и пластинки голые.
Верхние колоски тычиночные. Тычиночные колоски в числе 2—4(5), ланцетные, лохматые от остающихся тёмных пыльников, 2—5 см длиной. Чешуи тычиночных колосков безостые, острые или заострённые, светло-ржавые или светло-бурые. Пестичные колоски в числе 2—3(4), длиной 2(3)—6(8) см и 0,8 см шириной, булавовидно-цилиндрические, рыхлые (ось колоска хорошо видна) и редкие, особенно книзу, с сильно, почти горизонтально отклонёнными зрелыми мешочками, нижние на шероховатой тонкой ножке, иногда до 4—5 см длиной, прямые или склонённые. Чешуи пестичных колосков ланцетные, тонко заострённые и остистые, ржавые, со светлой зеленоватой серединой, по краю едва перепончатые, короче мешочков. Мешочки (4,5)5—6(7) мм длиной, почти круглые в поперечном сечении, могут быть вздутыми, продолговато-яйцевидные или яйцевидно-конические, голые, перепончатые, с многочисленными утолщёнными жилками, оливково-зеленоватые, на короткой ножке, с удлинённым, 1,5—3,5 мм носиком; носик с широкими мягкими зубцами, в верхней части и по краям зубцов красновато-коричневый; зубцы носика гладкие или с единичными щетинами, 0,6—1,2(2) мм длиной. Влагалище нижнего кроющего листа 0(1,5)—1(3) см длиной, превышающий соцветие.
Плодоносит в июне—июле.
Число хромосом 2n=60 (Кожевников и др.,1986), 80 (Юрцев, Жукова, 1982; Малышев, 1990).
Вид описан из Даурии (перевал Хара-Мурин).
Варьирует по форме чешуй пестичных колосков от длинноостистых (более частый вариант) до безостых, с белоперепончатой верхушкой и по строению нижнего кроющего листа, который может быть без влагалища и с влагалищем.

## Распространение
Центральная Азия: Восточная Монголия; Восточная Азия: Северо-Восточный Китай, полуостров Корея, Северный Вьетнам; Восточная Сибирь: Байкальский хребет и Патомское нагорье, хребет Хамар-Дабан, северо-восточное побережье Байкала и восточная Даурия; Дальний Восток: Охотский, Зее-Буринский, Удский и Уссурийский районы.
Растёт на сырых песчаных берегах сырых рек, в пойменных лесах, в приречных ивняках; в лесном поясе гор.
На полуострове Камчатка, вопреки указаниям ряда авторов (Комаров, 1927; Hulten,1927; Кречетович, Кожевников), Carex drymophila не встречается. Данные о распространении вида на этой территории относятся к Carex sordida (Егорова,1979).